# 胡昌升
胡 昌升（こ しょうしょう、1963年12月 - ）は、中華人民共和国の官僚、政治家。江西省高安県出身。中国共産党甘粛省委員会書記。元中国共産党黒竜江省委員会副書記、黒竜江省人民政府省長兼党組書記。第19回党中央候補委員。中国共産党第十八回全国代表大会、中国共産党第十九回全国代表大会代表。第11期、第13期全国人民代表大会代表。

## 経歴
1963年12月、江西省高安県で生まれる。1982年、成都地質学院資源与経済に入学した。1986年を卒業。1986年母校講師を経て、1991年学生党支部書記、1993年党総支部副書記、1997年党総支部書記を歴任し、2002年退官。
2002年11月、四川省滎経県党委員会書記に転出。2003年1月には同県人代常務委員会主任を兼務する。2004年2月、雅安市党委員会常務委員兼組織部部長に転出。2005年10月、漢源県党委員会書記を兼務。2006年1月には同県人代常務委員会主任を兼任する。2006年10月には遂寧市党委員会副書記に転任する。11月、同市市長を兼務。2012年2月、カンゼ・チベット族自治州党委員会副書記に就任。4月、同州党委員会書記に昇格。
2015年6月、青海省党委員会常務委員兼組織部部長に転任。
2017年6月、福建省党委員会常務委員兼組織部部長に転任。2019年2月、廈門市党委員会書記に任命。
2021年1月、党務に転じて黒竜江省に赴任し、黒竜江省党委員会副書記に就任した。翌月には黒竜江省省長を兼任。
2022年12月、中国共産党甘粛省委員会に転任。